# Oskar Adolfowitsch Enkwist

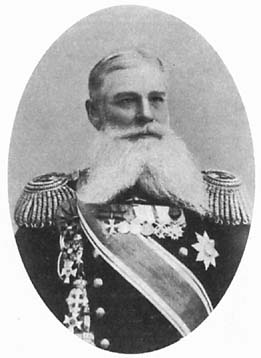
Oskar Enkwist

Oskar Adolfowitsch Enkwist (russisch Оскар Адольфович Энквист; wissenschaftliche Transliteration Oskar Adol'fovič Ėnkvist, alternativ auch Oskar Adolfowitsch Enquist; Oskar Wilhelm Enqvist; * 28. Oktoberjul. / 9. November 1849greg.; † 3.jul. / 16. März 1912greg. in Kronstadt) war ein russischer Admiral und Befehlshaber der Kreuzerdivision in der Seeschlacht bei Tsushima.

## Lebenslauf
Enkwist trat 1866 in die russische Marine ein. An der Marineschule lernte er den späteren Admiral Nikolai Iwanowitsch Nebogatow kennen. Am 17. Mai 1871 wurde er zum Seekadetten befördert. Von 1871 bis 1884 diente Enkwist in der Baltischen Flotte. Am 30. März 1874 wurde er zum Leutnant zur See befördert. Vom 15. Juni 1884 bis zum 24. Oktober 1887 diente er als Offizier auf dem Kanonenboot Siwutsch („Сивуч“) im Fernen Osten. Am 13. April 1886 wurde er zum Kapitän Zweiten Ranges ernannt. Ab dem 9. April 1888 diente er auf dem Kreuzer Pamjat Asowa („Память Азова“), mit dem er 1890/91 an der Fernostreise von Zar Nikolaus II. teilnahm. Vom 27. Mai 1891 bis zum 21. September 1893 diente er als Kommandant auf dem Kanonenboot Bobr („Бобр“). Am 6. Dezember 1894 wurde er zum Kapitän Ersten Ranges befördert. Anschließend diente er von 1895 bis zum 7. Juni 1899 als Kommandant auf dem Ausbildungsschiff Gerzog Edinburgski („Герцог Эдинбургский“). Von 1896 bis 1900 war Enkwist Kommandant unterschiedlicher Ausbildungseinheiten. Am 6. Dezember 1901 wurde er zum Konteradmiral befördert. Am 9. September 1902 wurde er zum Bürgermeister von Mykolajiw und Befehlshaber der örtlichen Marinebasis ernannt. Am 26. April 1904 wurde er mit der Unterstützung seines Cousins Fjodor Karlowitsch Awelan zum Kommandanten der Kreuzerdivision des Zweiten Pazifik-Geschwaders ernannt. Während der Seeschlacht bei Tsushima setzte er seine Flagge auf den Kreuzer Oleg. Als erkennbar wurde, dass die Schlacht verloren war, zog sich Enkwist mit den Resten der Kreuzerdivision (Oleg, Aurora und Schemtschug) nach Manila zurück. Dort wurde Enkwists Geschwader von den Amerikanern interniert; erst nach Kriegsende durften die Schiffe nach Russland zurückkehren. Im November 1907 wurde Enkwist aus der Flotte im Rang eines Vizeadmirals entlassen.
Oskar Enkwist starb 1912 in Kronstadt und ist dort auch beerdigt.

## Orden

### Russische Orden
- 1890: Sankt-Stanislaus-Orden (2. Klasse)
- 1892: Russischer Orden der Heiligen Anna (2. Klasse)
- 1896: Silbermedaille zur Erinnerung an die Regierungszeit Alexander III
- 1897: Orden des Heiligen Wladimir (4. Klasse)
- 1899: Orden des Heiligen Wladimir (3. Klasse)
- 1904: Sankt-Stanislaus-Orden (1. Klasse)

### Ausländische Orden
- 1886: Ritter des Erlöser-Ordens (Griechenland)
- 1891: Orden des Heiligen Schatzes (Japan)
- 1897: Roter Adlerorden (2. Klassen, Preußen)
- 1899: Kommandeur des Erlöser-Ordens (Griechenland)
- 1900: Kommandeur Ritterorden der hl. Mauritius und Lazarus (Italien)
- 1902: Orden der Aufgehenden Sonne (3. Klasse, Japan)